# Beninsko Kraljevstvo
Beninsko Kraljevstvo bilo je država osnovana u 11. stoljeću koja se razvijala u šumama zapadno od rijeke Niger. Bogatstvo Benina temeljilo se na trgovini: transsaharskoj trgovini s afričkim kraljevinama u savani koja je povezivala Beninsko carstvo sa Sredozemljem i Srednjim istokom te priobalnoj trgovini s Europljanima. Beninski obe, ili kraljevi, kontrolirali su tu trgovačku mrežu. Nevjerojatno moćni, živjeli su u kraljevskim palačama u glavnom gradu Benina. Godine 1897. Benin su zauzeli Britanci što je značilo i nestanak carstva.

## Granice carstva
Beninsko Carstvo bilo je u današnjoj Nigeriji gdje se danas nalazi grad Benin. I grad i republika zapadno od Nigerije dobili su ime po tom starom carstvu. Središte Beninskog Carstva bilo je u veličanstvenom glavnom gradu Beninu. Kroz grad prolazi široka cesta, a grad je okružen golemim zemljanim zidinama. Zidine imaju obrambenu ulogu i trebalo je puno vremena da se sagrade. Njihova veličina označava simbol moći beninskih kraljeva. U gradu se nalazi kraljevska palača i područja gdje su živjeli zanatlije.

## Cehovi zanatlija
U Beninu su postojali cehovi zanatlija, kao što su kožarski radnici, kovači, bubnjari, tkalci, stolari, rezbari slonovače i ljevači mjedi. Ljevači mjedi osnovali su jedan od najvažnijh cehova. Izrađivali su čuvene »brončane« glave i metalne pločice za kraljevske palače. Beninske »brončane« glave zapravo su izrađene od mjedi. Njima se slavila uspomena na obe i članove njihovih obitelji, dvorske svečanosti čak i na europske trgovce. Glave su bile ukrašene izrezbarenom slonovačom, a držale su se u svetištima kraljevskih palača.

### Mjedene pločice
Izrezbarene pločice ukrašavale su drvene stupove koji su podupirali krov kraljevske palače. Ocrtavale su život na dvoru i važne događaje, kao što je kraljevo uručivanje darova dvoranima. Bogato ukrašene slonovske kljove bile su među najluksuznijom beninskom robom. Svu trgovinu slonovačom kontrolirali su obe. Ako su lovci na slonove ubili slona, jednu kljovu morali su dati obi, a tek su onda mogli prodati onu drugu

## Trgovina
Stoljećima je Benin trgovao s afričkim kraljevstvima na sjeveru, među kojima je bilo i Songajsko Carstvo. Dolazak Europljana početkom 15. stoljeća narušio je ove tradicionalne odnose i uspostavljena su nova trgovačka pravila. U Beninu su trgovci za velike kupnje koristili predmete u obliku narukvica, a nazivali su ih manille, dok su za kupnju manjih stvari koristili sičušne, bijele kauri-školjke. Ploveći morem portugalski trgovci u Beninu su kupovali robove, papar, tkaninu, zlato i slonovaču a plaćali su manillama, kauri-školjkama i topovima.

### Oba Ewuare Veliki
Ratnički kralj Ewuare (v.1440. – 80) ponovo je sagradio grad Benin i pod njegovom vlašću okolni teritorij poprimio je najveće razmjere. Ewuare je uspostavio i tradiciju prava sukcesivnog nasljedstva. Godine 1897. u znak odmazde za napad na jednu britansku zabavu, Britanci su zapalili i opljačkali grad Benin, protjerali obu i nametnuli Beninu kolonijalnu vlast.

### Vremenska tablica
| Godine       | Povijesne značajke |
| ------------ | --- |
| 11. stoljeće | U šumama Nigerije osnovano Beninsko Carstvo. |
| 1450.        | Vrhunac Beninskog Carstva. |
| 1486.        | Portugalski istraživač Alfonso d´Aveiro prvi je Europljanin koji stiže u Benin; ubrzo nakon toga beninski poglavica uspostavlja trgovačke odnose s Portugalcima. |
| 1500-e.      | S Beninskim Carstvom počinju trgovati engleski, nizozemski i francuski trgovci.                                                                                  |
| 16. stoljeće | Portugalski kralj šalje kršćanske misionare u Benin da preobrate obu Esigiea i sagrade crkve.                                                                    |
| 1688.        | Nizozemac Olfert Dapper piše povijest Benina. |
| 1700-e       | Carstvo slabi zbog borbi oko nasljedstva. |
| 1897.        | Britanija silom preuzima Benin. |
| 1960.        | Nigerija, uključujući i staro Beninsko Castvo, stječe nezavisnost.                                                                                               |

## Vanjske poveznice
|  | Zajednički poslužitelj ima još gradiva o temi Beninsko Kraljevstvo |